# 自由轮

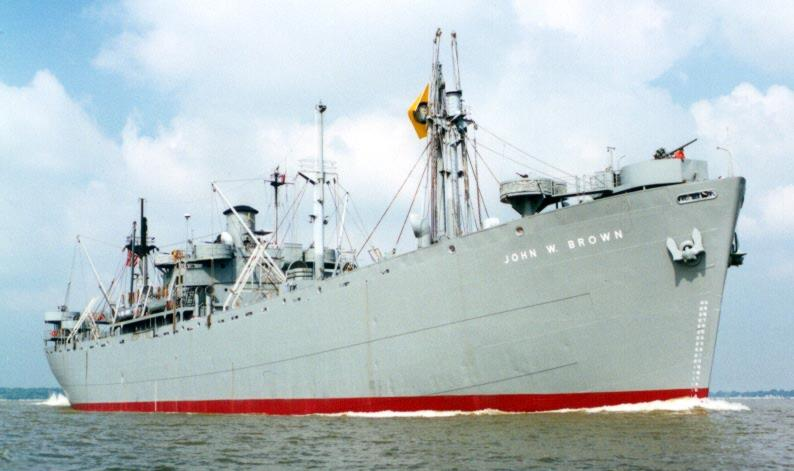
約翰·布朗號貨輪（SS John W. Brown）是世界上僅存還能運作的兩艘自由輪之一。2000年時攝於五大湖區。

自由轮（英語：Liberty ship）是一种在二战期间在美国大量制造的货轮。美国舰队购买了大量的自由轮来替代被德国潜艇击沉的商船，同时，也有很多自由轮通过租借法案提供给英国。自由轮建造迅速，价格便宜，让它成为二战中美国工业的一种象征。在1941年到1945年间，18个美国船坞共计建造了2751艘自由轮
。
二战中还有一些其他类似的标准化的船只，很多都借鉴了自由轮的设计和制造方式。建造自由轮所付出的巨大努力，这些船只的数量，以及很多船只在五年的设计寿命之后依然幸存，都让他们成为了很多研究的对象。

## 历史
1936年，美国通过了《第二次商船法案》（The Merchant Marine Act of 1936），其内容包括鼓励船主对老朽的美国商船队进行更新，每年建造50艘远洋商船，半数为蒸汽轮机动力，半数为柴油机动力，到1946年时建成500艘商船。这些商船必须在美国本土建造，与海外造船之间的差价由政府补贴。此外，美国政府又鼓励各大石油公司建造100艘油船，费用由石油公司承担，但其性能（速度、航程、容量）要符合未来海军征用的要求，所需的额外费用由政府承担。此外，所有这些商船在交货时船主只需交付造价的25%，其余船价由政府做担保，由船主分期支付。1940年法国战败后，美国商船造船量猛增，其规模从原先的每年新建50艘增至200艘。
在三十年代初的大萧条末期，位于英国泰恩河以南韦尔河（River Wear）河口桑德兰的汤普森船厂（Joseph L Thompson Shipbuilding）为了重振海运业，开始设计一种低造价、低运营成本的万吨级货船。主持设计工作的是汤普森船厂董事会主席罗伯特·诺曼·汤普森少校的大儿子西里尔·汤普森（Robert Cyril Thompson）。他和汤普森船厂制图部的工程师们借用了英国国家物理实验室（National Physical Laboratory）位于泰丁顿的流体实验室，在其水槽中测试各种船型的优劣。经过多次试验，他们选定了一种当时在英国商船中不多见的船型：船首柱前倾，船底呈V字型，而非普通货船的U字型。这种船型可以减少阻力，从而在安装普通主机的情况下提高船速（对于船主来说，船速是决定运营成本的一个关键因素）。根据汤普森船厂的估计，这种船的造价在10万英镑以内。1935年，“使命”号（SS Embassage）在位于桑德兰市北沙（North Sand）的汤普森船厂下水。这是第一艘采用汤普森船型的货船，载重吨位9100吨，造价9.5万英镑，船东是纽卡斯尔的哈尔兄弟公司。“使命”号的主机是三胀式蒸汽机，输出功率为1500马力，航速可以达到10节。当以全速航行时，每天只消耗16到17吨煤。在“使命”号之后，汤普森船厂又设计了“多灵顿宫廷”号（SS Dorington Court）和“帝国自由”号（SS Empire Liberty），这三艘船后来成为自由轮的设计蓝本。
第二次世界大战爆发后，英国的船厂处于生产饱和状态，因此英国政府在1940年委托美国的船厂为其建造60艘商船，来补充战损并支援商船船队。西里尔·汤普森奉命加入驻美采购团（British Purchasing Commission），携带“帝国自由”号的设计图纸前往美国。西里尔拜访了35家美国船厂，随后又用1个星期参观了加拿大东海岸的一些船厂。10月29日，西里尔向英国发去一封重要电报：“美国国内现有的大船厂中，没有任何一家能够抽出人力和船台来为我们建造货船……我们只能求助于众多的小型船厂，甚至其他工厂。”但是，“在美国的工厂主中，普遍存在这样一种情绪，认为英国孤军奋战，即使不战败，恐怕也没能力偿付订单了”，因此对于接受英国订货都不是很热心。只有工业家亨利·約翰·凱薩（Henry John Kaiser）愿意接受英国的造船订单，当时凯薩在西海岸拥有一系列工业实体，同缅因州的巴斯鋼鐵廠（Bath Iron Works）和托德造船公司（Todd Shipyard Corporation）也有紧密的合作关系。
美国方面对英国方面的原设计图做了一项重大修改，大量地用焊接替代铆接（只有肋材部分除外）。这有两个原因，一是焊接可以大大加快轮船建造速度，二是美国缺乏有经验的造船铆工，他们被海军船厂和大造船厂优先征用了。此外，焊接还可以节约钢铁，减轻总重。一艘自由轮采用焊接可以比铆接节省约200吨的重量。这些船只的设计非常简单，但是载货量非常大（在当时的水平来讲）。尽管蒸汽机在美国商船上早已过时，但当时英国的新建货船几乎全部采用蒸汽机，以英国的威尔士无烟煤为燃料。自由轮使用一台1846千瓦的往复式蒸汽机做为动力。俄亥俄州的通用机械公司（General Machinery Co）成为主承包商。为了便于将工程分包下去，动员更多的小公司参加生产，蒸汽机由最初的8个部件细化成了350个部件。在二战中，美国一共为英国生产了3259台三胀式蒸汽机，每台重118吨。
按照美方报价，英国订购的60艘货轮总价值为2400万英镑（当时合9600万美元），其中包括900万美元用于建造三座专门的船厂，分别位于缅因州波特兰、加利福尼亚州里士满和亚拉巴马州莫比尔。到1940年11月底，英国造船采购团已经基本上完成了在美使命。原定的三座船厂减为两座，每座建造30艘船。在缅因州波特兰船厂中，凯泽公司和托德船厂各占35%股份，巴思钢铁公司占30%股份；加利福尼亚州里士满船厂中，凯泽有65%股份，托德公司拥有35%。英国采购团在签订合同后向凯泽-托德-巴思联合体支付28万美元订金，此后三个月中每月支付同样数目。从第10个月到第15个月，每月支付52万美元。这样折合下来，每艘货船的造价是40万英镑。英国财政部觉得这个价钱太贵，用海底电报发去新指令，要求把价格压到1000万英镑（4000万美元），其中建造船厂的价格压至100万美元以下。英国在美国订购的60艘货轮全部以“海洋”（Ocean）作为船名的一部分，因此被称为“海洋级”。1941年8月16日，第一艘英国订购货船“海洋先驱”号（SS Ocean Vanguard）在加州里士满下水。
在美国，1936年以后根据《第二次商船法案》建造的货船分别被称为C1、C2、C3型（C代表Cargo，即货船），长度分别在400英尺以下、450英尺以下和450英尺以上。这些船是按照传统的造船工艺建造的，质地精良，都装有蒸汽轮机或柴油机，航程远，速度快，预期使用寿命长达30年，但缺点是建造周期太慢。美国在1940年后也面临急速扩充商船队的问题，因此美国海事委员会打算采用英国“海洋级”货船的现有设计图纸，大量地建造一种结构简单、航速慢、但预期使用寿命只有5年的货船。反对的声音主要来自美国海军，他们反对建造慢速货船，因为这样会给海军的护航工作带来困难。另一方面，美国海事委员会主席兰德海军少将（Real Admiral Emory Scott Land）也倾向于不使用英国人的设计。他认为这些设计太老，不适合美国的情况（当时美国是世界上最大的石油和成品油生产国，煤炭质量则不如英国）。1941年1月，兰德向国会预算委员会提出拨款大量建造“紧急货船”的提案，在这份提案里，他承认英国人的设计是可取的，不过要按美国的情况做一些改动。比如说将燃煤改为燃油、用水管锅炉取代圆锅炉、以及油舱取代煤舱等等细节。国会委员会在给兰德海军少将的回复中认为，这种货船“可以满足运输的基本要求，不过航速缓慢，设备简陋，结构粗糙，不适合和平时期海外航运的要求……就紧急生产和大量生产这两点要求来看，这种（海洋级货船）设计可以说得上是优秀的，在紧急情况下可以建造这种货船。它们在和平时期也许可以担任沿海运输任务……”
1941年2月，美国公众在罗斯福总统的“炉边谈话”广播中第一次听到了将要紧急建造200艘货船的消息。他在广播中说这些船“将给欧洲大陆带去自由”。这批船，以及后续建造的5000多艘同型船，由此被称为“自由轮”（Liberty Ships）。美国海事委员会为这批货船取的编号是EC2-S-C1。E代表“紧急”，C2代表长度（400至450英尺之间），S代表蒸汽机，最后的C1代表“基本型”（C2代表坦克运输船，C3代表油船，C4代表运兵船，C5是飞机运输船）。由于在英国项目中获得了大量的经验，美国海事委员会决定这200艘货船也由亨利·凱薩当总包商。其承建商是两家新的船厂，俄勒冈州波特兰的俄勒冈造船公司（Oregon Shipbuilding Corp），以及马里兰州巴尔的摩的伯利恒-法菲尔德船厂（Bethlehem-Fairfield）。1941年秋天，又有七家专门建造自由轮的船厂开工兴建。到自由轮建造高峰的1943年，全美国有18家船厂牵涉到这项庞大的生产计划中，其中9家在东海岸，5家在西海岸，4家在墨西哥湾。这18家船厂中，有6家属于凯泽企业麾下。1941年4月30日，第一艘自由轮的龙骨在伯利恒-法菲尔德船厂铺设，9月27日下水。它被命名为“帕特里克·亨利”号（SS Patrick Henry）。

## 设计

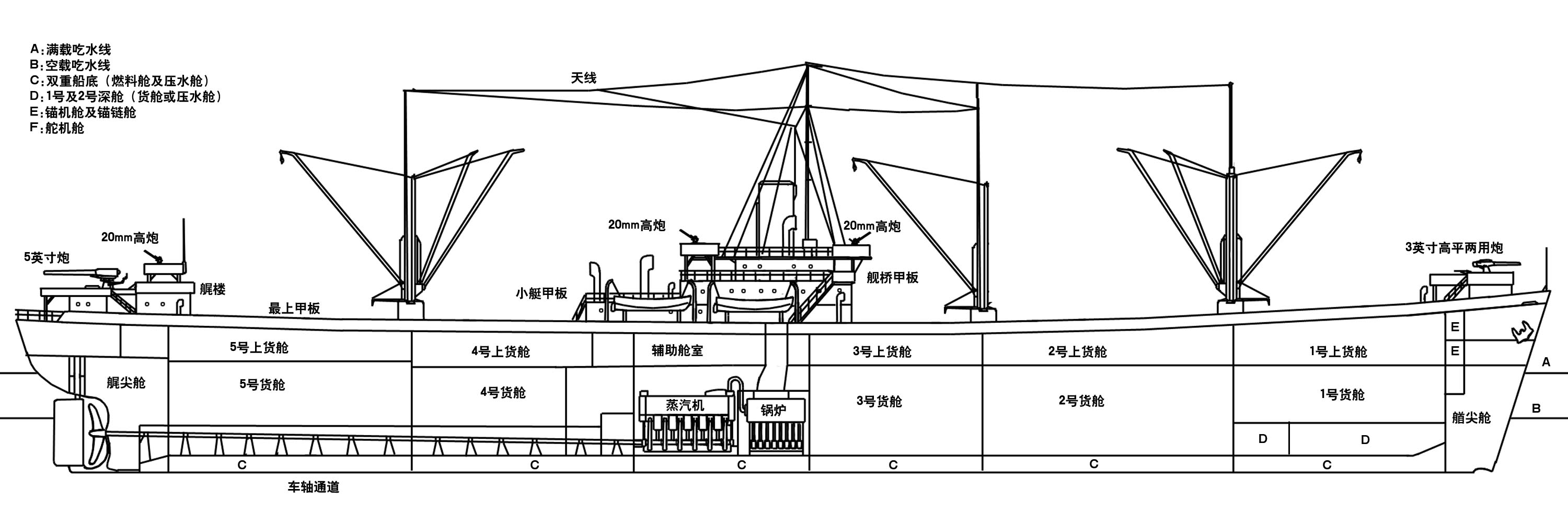
一艘自由轮的线图

为了适应美国的的建造习惯，美国海事委员会更改并且优化了设计，让船只建造起来更快而且更便宜。美国版，特指“EC2-S-C1”，E代表紧急，C代表货轮，2代表船只长度在400到450英尺长，S代表蒸汽动力，C1表示设计版本。在原先的设计中铆钉连接占用了三分之一的人工，在新版设计中，大量铆钉连接被焊接替代，并且安装了燃油锅炉，订单交给了由六家公司组成的联合企业——西海岸引擎与建造公司，并且采用了海运法的设计。
一艘标准的自由轮从船首立柱到船尾的长度是441英尺6英寸（135米），船宽17.3米，标准吃水8.5米。船身内部从头到尾被划分为8个主要部位：船首尖舱（first peak tank），1号货舱，2号货舱，3号货舱，机舱，4号货舱，5号货舱和尾尖舱。首尖舱中有一处很大的液体舱，用于储存压舱水或者燃油，其余的空间是锚链舱和杂物储藏室。首尖舱后有3个货舱，彼此之间有水密门相隔。每个货舱都被货舱上甲板（between deck，或者写成’tween deck）分为上下两层。在货舱下面，是可以储存燃油及淡水的双层船底结构。
3号货舱后面是锅炉舱和机舱。锅炉舱里有1台或2台燃油水管锅炉，驱动一台2500马力三胀往复式蒸汽机，它可以驱动自由轮以11节的速度航行。这段空间里还布置有发电机舱、机油舱和维修零件舱。机舱之后是另外两个货舱和尾尖舱。货舱之上是露天甲板和货舱盖。自由轮上有3台吊车，用于装卸货作业，分别位于1、2号货舱。2、3号货舱，以及4、5号货舱的接合部。后两台吊车旁各有两艘救生筏。一艘自由轮可以运载9300吨到10500吨干货，其本身的排水量在7000吨左右。
机舱上方是上层建筑和船桥，共有三层。船桥的最下面一层（甲板层）布置有轮机官员住舱、生火员住舱、船员和随船炮手住舱、厨房（位于中部，靠近烟道）、洗碗间、官员食堂（在前部正中）、厕所及淋浴间（右舷）、船务办公室、船员和炮手餐厅（都在左舷）、木工舱和油漆舱。上面一层船桥里有轮机长、大副至三副、事务长、驾驶员（deck officer）、见习官员和炮手指挥官的住舱，卫生间、图书室和储物间。这一层甲板上还有机舱采光口、通风管和4艘救生艇。最上一层船桥有操舵室、带有空调的会客室/会议室、船长办公室及住舱、无线电收发室和报务员住舱、以及电池室。
最初的自由轮没有任何武装，但从1942年初起开始往自由轮上加装自卫武器。船首炮台上有1门3英寸高平两用炮（初期一些自由轮装的是37毫米炮），船尾有1门3英寸或4英寸炮（二战后期建造的自由轮改为5英寸炮）。自由轮的防空武器是7.62毫米和12.7毫米双联机枪，以及20毫米高炮，数量不尽相同，不过大多都布置在船桥上。船尾火炮平台下面有炮手住舱、医务室和弹药舱。
一部分移交给英国的自由轮船身涂有战时迷彩，但绝大多数自由轮在战时保持了出厂时的灰色涂装。还有少数移交给英国的自由轮将上层建筑和烟囱漆成白色。

## 建造及使用

### 生產
自由轮的建造是流水线生产、多部门同时作业，因此需要大量人手。建造一艘自由轮平均需要50万个工时，通常采用分段装配的办法。建造自由轮的船厂通常包括钢板工场、钢桁工场、黄铜翻铸工场、电缆工场、木工工场、管道工场、零件（水泵等）工场、索具工场和油漆工场。船用主机和锅炉从分包商工厂用铁路运来。所有车间产品都运到预组装区装配起来（一艘自由轮被分成120个预组装部件），然后用吊车或平板重载货车运到总装区。其中一些大的组件重量超过100吨。
自由轮的总装区通常设在岸边的船台上，旁边有龙骨工场、铆钉工场、焊接工场和砖工场。自由轮总装之前先要铺设龙骨，龙骨之上是预组装的双层船底（一般分成六段分别建造），然后是油舱、机舱、货舱，最后将组装好的船首和船尾与船身中段合龙。为节省建造船厂时的土石工程量，自由轮一般采用侧滑的方式下水。自由轮下水后开始艤装，往船上安装吊车、绞盘、救生艇、吊柱、锚、防空炮等部件。船桥和烟囱也采用预组装的方式，整体吊装固定到船身上。最后是布置住舱、安放家具、配备航海物品，然后就是新船长率领船员登船接收。
- 第2天：铺设龙骨
- 第6天：隔舱壁和桁梁已安放完毕
- 第10天：下甲板已安装完毕，舯部的上甲板正在安装
- 第14天：上甲板安装完毕，正在安装上层建筑
- 第24天：准备下水

1941年，3月27日，防御援助辅助拨款法案通过，租借法案船只增加到了200艘，并且在四月增长到306艘，其中117艘就是自由轮。船只的零件在船坞中焊接在一起，由于使用了焊接工艺，需要几个月来铆接的工作时间被大大缩短。由于自由轮的建造是流水线生产、多部门同时作业，因此需要大量人手。美国原有的造船工人并不多，因此在自由轮出现的初期，缺乏人手的现象颇为严重。为应付急需，凯泽在各地建立了培训班，新招募的男女工人经过100到200个小时的培训后就开始在装配线上工作，锅炉工厂、轮机工厂的工人也用同样方法培训出来。在美国加入战争之后，那些船坞开始雇佣女人来代替那些被征召入伍的男人们。
自由轮在开始的时候公众印象很糟糕，因为它看起来实在很丑，在一个宣布战时紧急造船计划的演讲中，罗斯福总统称之为“看起来很糟的东西”，时代杂志叫它丑小鸭。为了改善公众对它的印象，1941年9月27日被定位自由舰队日，第一批14搜紧急建造的船只在那天下水。第一艘是帕特里克·亨利号，由罗斯福本人亲自主持下水仪式。在下水仪式中，罗斯福总统引用了帕特里克亨利在1775年的演讲中的一句话：“不自由毋宁死”。罗斯福总统说，这些船只将给欧洲带来自由，于是这就成了自由轮的名字的起源。
自由轮是现代工业化大规模生产的一个奇迹。帕特里克·亨利号用了244天，后来建造速度不断加快，俄勒冈船厂建造的第一艘自由轮“俄勒冈之星”号只花了232天。1942年10月，俄勒冈船厂的“梯尔”号（SS Joseph E.Teal）在铺设龙骨后10天便下水了。一个月之后，里士满船厂建造的“罗伯特·皮尔里”号（SS Robert E. Peary）在11月8日铺设龙骨，12日下水，全部建造时间只用了4天15小时零29秒，后续的舾装和试航工作也只花了3天。1943年是美国战时造船业的颠峰时期。从1915年到1945年这三十年间美国建造的全部商船中，有41%是在1943年这一年中建造的。美国海事委员会预期的1943年商船建造量是1600万吨，那年美国实际建造了1920万吨。1943年1月，伯利恒船厂在46.3天内建造了3艘自由轮，而里士满船厂在37.5天内竟建造了13艘自由轮。这些船只都是按照流水线的风格建造的，一些预先制造好的零件被运到船坞进行装配。在1943年，每天有3艘自由轮下水。他们的名字，一般取自一些独立宣言签署之后的著名的美国人。

### 外銷

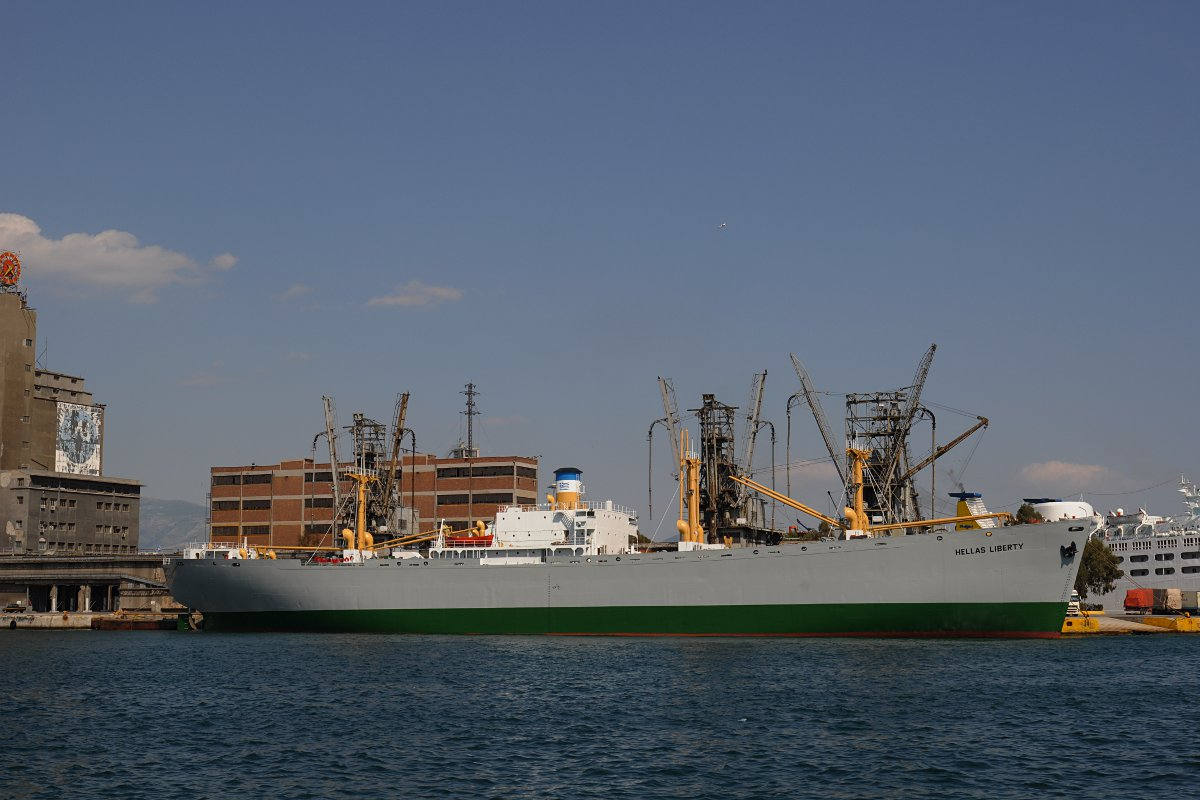
2010年6月时的“希腊自由”号自由轮，原美国自由轮“阿瑟·赫德尔”号。

1942年4月，美国同加拿大签订《海德公园协议》，接过了英国在加拿大的造船订单（“要塞”级和“公园”级），并向加拿大订购了包括同型船在内的3亿美元货物。这些船一旦完工，就按租借法案由英国人接收。不过，依照“英美租船协定”（Anglo-American Demise Charter Plan）的规定，英国政府要向船主（美国政府）缴纳租金，协议规定租金为每艘每月1美元。英国一共获得了90艘这样的商船，其驻美采购团每月要在华盛顿向美国财政部交纳90美元的租船金。二战期间，中国一共从美国获得了4艘自由轮：中正号、中山号、中统号和孙逸仙号。除此之外，还有许多自由轮悬挂着苏联、挪威、荷兰、法国、比利时和希腊的船旗参加了第二次世界大战。1941至1943年，英国向比利时移交了10艘“帝国”型货船，1艘“海洋”型货船和3艘其他商船，1944年以后美国又向比利时移交了7艘自由轮。荷兰获得了26艘“帝国”型货船和3艘“海洋”型貨船，美国和加拿大各向對方移交了1艘自由轮。在其餘同盟国中，挪威获得了19艘“帝国”型貨船和12艘自由轮（这些船大多数以“返租”的形式被美国租回，由美国船员驾驶），波兰获得了5艘英国商船，希腊获得13艘，南斯拉夫获得9艘。苏联从英国获得了3艘“帝国”货船，随后又从美国那里得到了43艘自由轮，由苏联国营轮船公司驾驶，每月向美国支付一笔极低的租金。虽然租借法案规定战后应当收回这些船，但它们战后被苏联人据为己有了。
在美国战时建造的5000多艘自由轮里，有182艘被直接移交给英国。另有5艘被改装成海军维修船，其中两艘在日本投降前竣工并交给英国海军，剩下的3艘在战后才完工，被美国海军留用。还有13艘租给英国的自由轮改装为大型步兵登陆船（LCI（L）），它们不是租借给英国海军的，而是租给了英国商船队（Merchant Navy），悬挂英国商船旗，其船名（都是古代武器名，比如“Battleaxe”战斧、“Cutlass”弯刀）前面都有“帝国”前缀。

### 命名

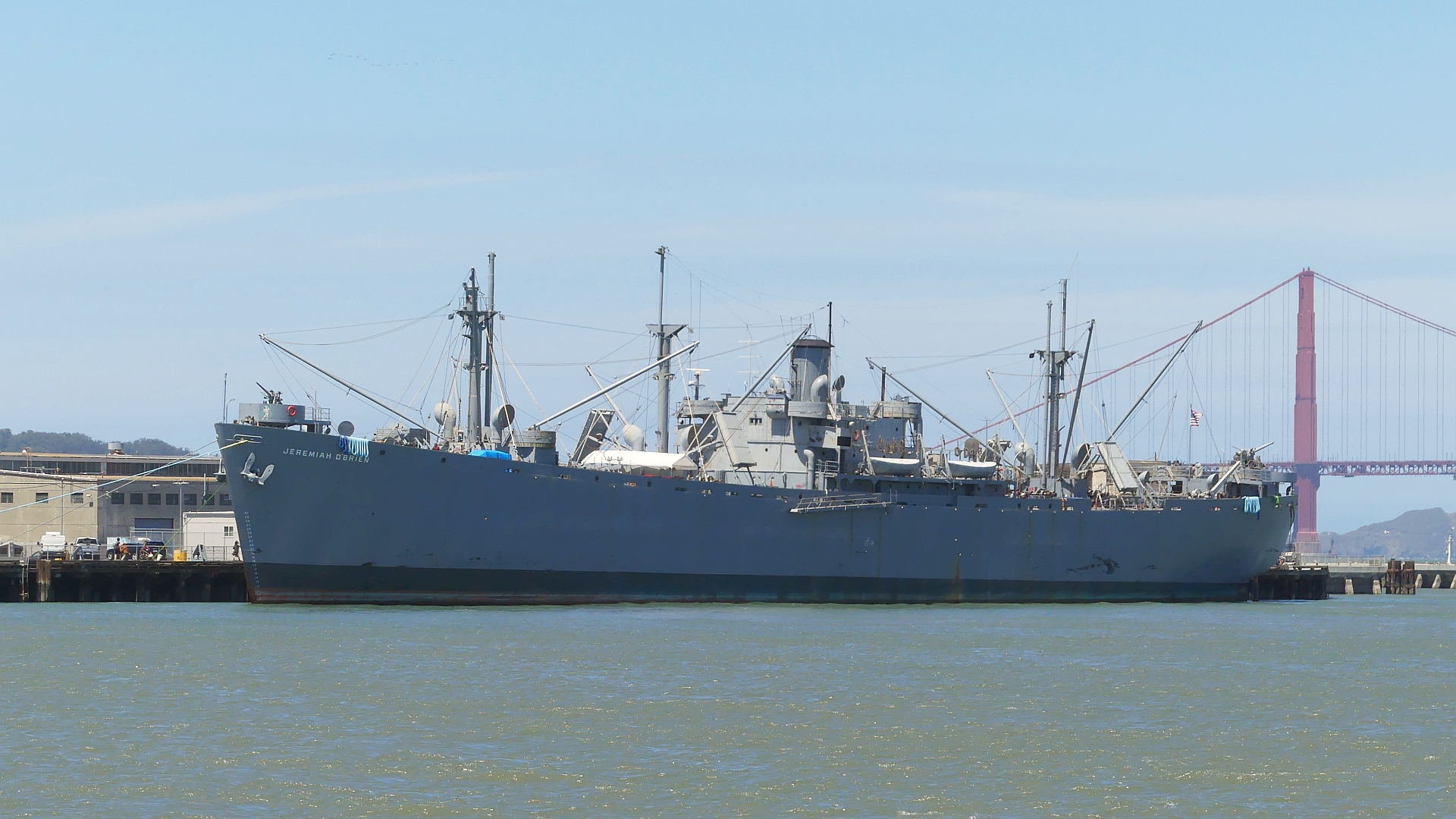
自由輪“杰里迈亚·奥布莱恩”号

为了给第一批200艘自由轮命名，海事委员会在1941年初专门成立了命名委员会。最初用来命名自由轮的大多是对美国历史或生活做出过贡献的已故名人，比如美国革命领袖（帕特里克·亨利，托马斯·杰弗逊，本杰明·富兰克林，保尔·瑞维尔等等），美国内战的南北方将领们，以及参加过西部探险、美墨战争、美西战争及一战的将领和军人。还有一些与美国有联系的历史名人，比如亚美利哥·维斯普齐（Amerigo Vespucci，美洲大陆就是以他命名的），英国航海家乔治·温哥华（George Vancouver），以及捷克著名作曲家安东宁·德沃夏克（Antonín Leopold Dvořák）（他曾在美国住过，写过一部《新大陆交响乐》）。此外还有一些著名发明家，比如发明机枪的马克沁。有118位女性的名字被拿来命名自由轮，其中最早的是1587年来到新大陆的弗吉尼亚·戴尔。18位黑人的名字也被用来命名自由轮（其中两艘自由轮全部由黑人驾驶）。最长的自由轮船名是“拉塞尔准将”号（SS Brigadier General Clinton W. Russell），它后来改成美国陆军的飞机修理船。不过，用人名来命名自由轮的规则从一开始就有例外，比如“俄勒冈之星”号就是一艘1841年建造的“中国快船”的名字。被美国海军接管的自由轮在加入海军后往往改成星名或星座名。
还有一艘“后台小卖部”号（SS Stage Door Canteen，1943年建）以纽约的一处著名海员俱乐部命名。最短的自由轮船名是“阿姆拉”号（SS Ammla），这是购买了200万美元战争公债的“美国公立图书馆协会”的字头缩写。任何购买战争公债达到200万美元的组织，其名字都会用来命名一艘自由轮。到二战末期，开始用一些在二战中牺牲的美国海员来命名自由轮，这种命名系统的高潮就是“阿莫玛”号（SS Am-Mer-Mar），一艘直接以美国商船队（American Merchant Marine）本身来命名的自由轮。

### 改進型
1942年2月，美国战时航运管理局批准了自由轮的一种“改进型”设计。这种船型的基本型号是EC2-S-AP1，后来改成VC2-S-AP1。1944年4月28日，美国海事委员会正式将其定名为“胜利型货船”，即胜利轮。它的航速为15至17节，高于自由轮。同自由轮一样，胜利轮也是单轴驱动的，不过主机中增加了蒸汽轮机和柴油机。它的船体结构也得到加强，标准长度为455英尺（139米），比自由轮长4米。二战中美国一共建造了531艘胜利轮，其中117艘被改装为武装货船（APA）。第一艘胜利轮，“合众国胜利号”（SS United Victory），于1944年1月12日在凯泽的俄勒冈州波特兰船厂下水，2月28日竣工。首批34艘胜利轮以盟国名字命名，比如“中国胜利”、“挪威胜利”、“多米尼加胜利”，其他船名也都以“胜利”结尾，比如“林肯胜利”、“泛美胜利”、“汉尼拔胜利”或“骑手胜利”（SS Rider Victory）。加拿大建造的胜利轮仍然沿用要塞和公园的名字。

### 使用來源
- Davies, James.  (PDF). ww2ships.com: 23. 2004  [25 March 2008]. （原始内容 (PDF)存档于2017-12-15）.
- Elphick, Peter. . Naval Institute Press. 2006  [2021-12-30]. ISBN 1591144515. （原始内容存档于2022-04-21）.
- Herman, Arthur. . New York: Random House. 2012. ISBN 978-1400069644.
- Sawyer, L. A.; Mitchell, W. H. . London: Lloyd's of London Press. 1985. ISBN 978-1850440499.
- Wise, James E.; Baron, Scott.  2004. United States Naval Institute. 2004. ISBN 978-1591149668.  Total pages: 280

## 延伸閱讀
- Lane, Frederic Chapin. . Baltimore: Johns Hopkins University Press. 2001 [1951]. ISBN 978-0801867521. OCLC 45799004.
- Chiles, James R "The Ships That Broke Hilter's Blockade: How a crash effort by amateur shipbuilders turned out twenty-seven hundred Liberty freighters in four years" Winter 1988, Volume 3, Issue 3. Invention and Technology Magazine at American Heritage
- Lee, Bill "The Liberty Ships of World War II" （页面存档备份，存于）  內容豐富關於自由輪的文章，大約三十頁，詳述了船由製造到投入使用的經歷。

## 外部鏈接
- SS Jeremiah O'Brien, Liberty museum ship moored at Fisherman's Wharf, San Francisco, California （页面存档备份，存于）
- Liberty Ships built by the United States Maritime Commission in World War II （页面存档备份，存于）
- Liberty Ships and Victory Ships, America's Lifeline in War （页面存档备份，存于） 一個關於自由輪與勝利輪的教程，來源自國家公園管理局的歷史名勝教學服務。
- Ships for Victory: J.A. Jones Construction Company and Liberty Ships in Brunswick, Georgia （页面存档备份，存于） 含有布朗斯维克縣圖書館珍藏的J.A. Jones建設公司專輯內的八十四張黑白照，描繪了在1943到1945年期間，公司於下屬喬治亞州船塢內建造二戰所需貨船的系列活動。
- Project Liberty Ship – The Shipyards. （页面存档备份，存于）
- Summary of Constance Tipper's work （页面存档备份，存于） – 包含了展現損毀自由輪仍保持漂浮的卓越照片。
- Danger presented by the wreck of liberty ship （页面存档备份，存于） “SS”号Richard Montgomery.
- Shipbuilding under the United States Maritime Commission, 1936 to 1950 （页面存档备份，存于）
- Liberty Ships and World War II – A Role Model
- The Last Liberty Ship: Kaiser (視像)
- Brunswick's "Liberty Ships" （页面存档备份，存于） 紀念銘牌